# Stanislau Sas

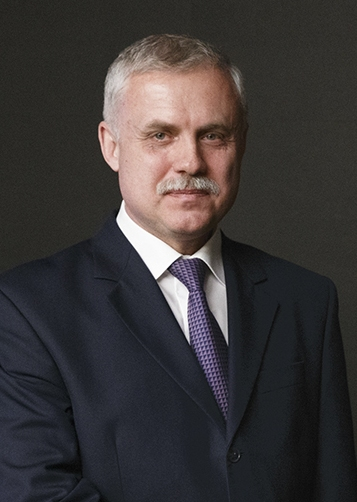
Stanislau Wassilewitsch Sas

Stanislau Wassilewitsch Sas (belarussisch Станісла́ў Васі́левіч Зась, russisch Станислав Васильевич Зась; * 18. August 1964 in der Oblast Tschernihiw, Ukrainische Sozialistische Sowjetrepublik, UdSSR) ist ein belarussischer Generalleutnant. Er ist amtierender Generalsekretär der Organisation des Vertrages über kollektive Sicherheit.

## Biographie
Sas absolvierte 1981 die Suworow-Militärschule in Minsk. 1985 schloss er mit Auszeichnung die Höhere Militärkommandoschule in Baku, Aserbaidschan ab. Weitere militärische Ausbildungen erwarb er im Jahr 1996 an der Militärischen Akademie der Republik Belarus und 2005 an der Militärakademie des Generalstabes der Streitkräfte der Russischen Föderation.
Per Erlass des weißrussischen Präsidenten Aljaksandr Lukaschenka wurde Zas am 29. August 2008 zum stellvertretenden Staatssekretär des Sicherheitsrates der Republik Belarus ernannt, bevor er am 4. November 2015 das Amt des Staatssekretärs übernahm.  
Am 1. Januar 2020 wurde Sas zum Generalsekretär der von Russland geführten Organisation des Vertrags über kollektive Sicherheit berufen.